# Liste der Kulturdenkmale in Altstadt II (Dresden)
Die Liste der Kulturdenkmale in Altstadt II umfasst sämtliche Kulturdenkmale der Dresdner Gemarkung Altstadt II. Grundlage bildet das vom Landesamt für Denkmalpflege Sachsen verfasste Denkmalverzeichnis.
Diese Liste ist eine Teilliste der Liste der Kulturdenkmale in Dresden.

Diese Liste ist eine Teilliste der Liste der Kulturdenkmale in Sachsen.
Aufgrund der hohen Anzahl der Kulturdenkmale sind die Kulturdenkmale der Gemarkung auf die einzelnen Stadtteile aufgeteilt:
- Liste der Kulturdenkmale in der Johannstadt
- Liste der Kulturdenkmale in der Seevorstadt
- Liste der Kulturdenkmale in der Südvorstadt (Dresden)
- Liste der Kulturdenkmale in der Äußeren Wilsdruffer Vorstadt
- Liste der Kulturdenkmale im Großen Garten (Dresden)

Die Stadtteile Südvorstadt und Johannstadt liegen vollständig in der Gemarkung Altstadt II. Zahlreiche Kulturdenkmale des Stadtteils Seevorstadt und des Stadtteils Wilsdruffer Vorstadt liegen in der Gemarkung Altstadt I.